# Sol Acín
Sol Acín Monrás, née à Huesca, en Aragon, le 25 juillet 1925 et morte le 12 mars 1998, est une universitaire et poétesse espagnole.

## Famille
Sol Acín Monrás est la fille du peintre Ramón Acín Aquilué et de la pianiste Concha Monrás, tous deux fusillés en tant que républicains durant la guerre d'Espagne par les nationalistes en 1936. Katia et Sol, les deux filles de Concha et de Ramón, sont épargnées.

## Biographie
Avec sa sœur Katia, pendant la guerre d'Espagne alors qu'elle n'est qu'adolescente, elle contribue au travail de mémoire de ses parents, suite à leur assassinat par les nationalistes espagnols. Les deux sœurs orphelines, Katia et Sol, vivent avec leur oncle paternel Santos et leur tante Rosa Solano, qui les éduquent et les encouragent à étudier à Jaca, en Aragon.
Alors que sa sœur aînée Katia se consacre à la peinture et à la gravure, Sol passe le baccalauréat au lycée Ramón y Cajal de Huesca, puis intègre la célèbre Residencia de Señoritas de María de Maeztu à Madrid, dont l'éducation libérale est inspirée de l'Institution libre d'enseignement. Elle y rencontre notamment Emilia Moliner, nièce de la linguiste María Moliner. 
Durant la dictature franquiste, elle s'exile à Paris et à Munich, où elle rencontre le musicien Klaus Lindemann, avec qui elle a deux enfants : Sergio et Ana. Après une vie de famille passée à Cologne, elle décide de revenir en Espagne en 1968, à la fin de la dictature franquiste. Elle devient professeure de français à Saint-Sébastien, puis dans sa ville d'origine, Huesca. Elle prend sa retraite dans les années 1990.

## Postérité et hommages
- En 2022, la Escuela Oficial de Idiomas  (en français : École officielle de langues) de Huesca porte son nom[8].